# Istorija Malezije
Malezija je zemlja smeštena na strateškom morskom koridoru što je izlaže globalnoj trgovini i stranim kulturama. Naziv „Malezija” je moderni koncept, nastao u drugoj polovini 20. veka. Međutim, savremena Malezija čitavu istoriju Malajaca, koja se proteže hiljadama godina još od praistorijskog doba, smatra svojom istorijom i kao takva je tretirana na ovoj stranici.
Rani zapadni prikaz tog područja vidi se u Ptolomejevoj knjizi Geografija, u kojoj se spominje „Zlatno poluostrvo”, koje je sada identifikovana kao Malajsko poluostrvo. Hinduizam i budizam iz Indije i Kine dominirali su ranom regionalnom istorijom, dostižući svoj vrhunac za vreme vladavine civilizacije Šriviđaja sa sedištem u Sumatri, čiji se uticaj proširio kroz Sumatru, Javu, Malajsko poluostrvo i veći deo Bornea od 7. do 13. veka.
Iako su muslimani prošli kroz Malajsko poluostrvo već u 10. veku, islam se prvi put čvrsto utvrdio tek u 14. veku. Usvajanjem islama u 14. veku došlo je do porasta broja sultanata od kojih je najistaknutiji bio Malaški sultanat. Islam je imao snažan uticaj na Malajce, ali su i oni uticali na njega. Portugalci su bili prva evropska kolonijalna sila koja se uspostavila na Malajskom poluostrvu i jugoistočnoj Aziji, zauzevši Malaku 1511. godine, a njima su sledili Holanđani 1641. godine. Međutim, Britanci su, nakon što su u početku uspostavili baze u Džeseltonu, Kučingu, Penangu i Singapuru, na kraju osigurali svoju hegemoniju širom teritorije koja je sada Malezija. Anglo-holandski ugovor iz 1824. je definisao granice između Britanske Malezije i Holandske Istočne Indije (koja je postala Indonezija). Četvrta faza stranog uticaja bila je imigracija kineskih i indijskih radnika kako bi zadovoljili potrebe kolonijalne ekonomije koju su stvorili Britanci na Malajskom poluostrvu i Borneu.
Japanska invazija tokom Drugog svetskog rata okončala je britansku dominaciju u Maleziji. Naknadna okupacija Malezije, Severnog Bornea i Saravaka od 1942. do 1945. razbuktala je nacionalizam. Na poluostrvu je Malajska komunistička partija povela oružanu borbu protiv Britanaca. Oštri vojni odgovor okončao je pobunu i doveo do uspostavljanja nezavisne, višerasne Malajske federacije 31. avgusta 1957. Dana 22. jula 1963. Saravak je dobio samoupravu. Sledećeg meseca, 31. avgusta 1963, Severni Borneo i Singapur takođe su dobili samoupravu, a sve države su formirale su Maleziju 16. septembra 1963. Oko dve godine kasnije, malezijski parlament je usvojio zakon bez pristanka potpisnika Malezijskog sporazuma 1963 da se Singapur odvoji od Federacije. Sukob sa Indonezijom dogodio se početkom 1960-ih. Rasni neredi tokom 1969. doveli su do uvođenja vanredne vladavine, i do ograničavanja političkog života i građanskih sloboda, što nikada nije bilo potpuno ukinuto. Od 1970. Barisanska nacionalna koalicija na čelu sa Ujedinjenom malezijskom nacionalnom organizacijom (UMNO) upravljala je Malezijom, dok nije poražena od koalicije Pakatan Harapana koju je na izborima 10. maja 2018. predvodio bivši vođa UMNO-a Mahatir Muhamed.

## Praistorija
Kamene sekire ranih hominoida, verovatno vrste Homo erectus, otkrivene su u Lengongu. Oni potiču iz vremena pre 1,83 miliona godina, što je najstariji dokaz o obitavanju hominida u jugoistočnoj Aziji. Najraniji dokaz o prisustvu modernih ljudi u Maleziji je lobanja stara 40.000 godina, iskopana iz pećina Niah u današnjem Saravaku, nazvana „Duboka lobanja”. Ona je iskopana iz dubokog rova koji su 1958. otkrili Barbara i Tom Harison (britanski etnolozi). Ovo je ujedno i najstarija moderna ljudska lobanja u jugoistočnoj Aziji. Lobanja je verovatno pripadala devojci sa 16 do 17 godina. Prvi sakupljači su posetili zapadni deo pećine Niah (lociran 110 km (68 mi) jugozapadno od Mirija) pre 40.000 godina kada je Borneo bio povezan sa kopnom Jugoistočne Azije. Pejzaž oko pećina Niah bio je suvlji i izloženiji nego što je to sada slučaj. Tokom praistorije su pećine Niah bile okružene kombinacijom zatvorenih šuma sa grmljem, močvarama i rekama. Sakupljači hrane su mogli da prežive u kišnoj prašumi putem lova, ribolova i skupljanja mekušaca i jestivih biljaka. Na tom području su pronađena mezolitska i neolitska groblja. Područje oko pećina Niah označeno je kao nacionalni park.
Jedna studija azijske genetike ukazuje na ideju da su izvorni ljudi u istočnoj Aziji poticali iz jugoistočne Azije. Najstariji kompletan kostur pronađen u Maleziji je 11.000 godina star čovek Perak otkopan 1991. godine. Autohtoni stanovnici na poluostrvu mogu se podeliti u tri etničke grupe, Negrito, Senoj i proto-Malaji. Prvi stanovnici Malajskog poluostrva verovatno su bili iz Negrito grupe. Ti mezolitski lovci verovatno su bili preci Semanga, etničke grupe Negrita, koja ima dugu istoriju na Malajskom poluostrvu.
Smatra su da su Senoji kompozitna grupa, sa približno polovinom majčinskih loza mitohondrijalne DNK koje potiču od predaka Semanga i oko polovine od kasnijih predačkih migracija iz Indokine. Jedna grupa naučnika je predložila da su oni potomci ranih austroazijskih poljoprivrednika, koji su jezik i tehnologiju doneli na južni deo poluostrva pre oko 4.000 godina. Oni su ujedinjeni i udruženi sa autohtonim stanovništvom.
Proto Malezijci imaju raznovrsnije poreklo i naselili su se u Maleziji do 1000. godine p. n. e. kao rezultat austronezijske ekspanzije. Iako oni imaju izvesne veze s drugim stanovnicima u primorskoj jugoistočnoj Aziji, neki takođe vode poreklo iz Indokine iz perioda oko poslednjeg ledenog maksimuma pre oko 20.000 godina. Antropolozi podržavaju ideju da su Proto-Malajci potekli iz područja koje je u današnje vreme Junan, Kina. Nakon toga je usledelo rano-halocensko širenje kroz Malajsko poluostrvo u Malajski arhipelag. Oko 300. godine p. n. e., u unutrašnjost su ih potisnuli napadi Deutero-Malajaca, koji su bili narodi iz gvozdenog ili bronzanog doba, koji su delimično poticali od Čama iz Kambodže i Vijetnama. Prva grupa na poluostrvu koja je koristila metalne alate, Deutero-Malajci su bili direktni preci današnjih Malaja, i doneli su sa sobom napredne tehnike uzgoja. Malajci su ostali politički fragmentisani širom Malajskog arhipelaga, mada su kultura i društvena struktura bili zajednički.

## Literatura
- De Witt, Dennis (2007). History of the Dutch in Malaysia. Malaysia: Nutmeg Publishing. ISBN 978-983-43519-0-8.
- Goh, Cheng Teik (1994). Malaysia: Beyond Communal Politics. Pelanduk Publications. ISBN 967-978-475-4.
- Musa, M. Bakri (1999). The Malay Dilemma Revisited. Merantau Publishers. ISBN 1-58348-367-5.
- Ye, Lin-Sheng (2003). The Chinese Dilemma. East West Publishing. ISBN 0-9751646-1-9.
- Nik Hassan Shuhaimi Nik Abdul Rahman (1998). The Encyclopedia of Malaysia: Early History, Volume 4. ISBN 981-3018-42-9. Архивирано из оригинала 27. 02. 2021. г. Приступљено 12. 07. 2021.
- Prof. Dato' Dr. Asmah Haji Omar (1998). The Encyclopedia of Malaysia: Languages and Literature, Volume 9. ISBN 981-3018-52-6. Архивирано из оригинала 27. 02. 2021. г. Приступљено 12. 07. 2021.